# Liga Europeia de Hóquei em Patins de 2005–06
A Liga Europeia de 2005–06 foi a 41ª edição da Liga Europeia organizada pelo CERH. 

## Equipas da Liga Europeia 2005/06
As equipas classificadas são: 
| Fase             | Equipas        | Equipas        | Equipas          | Equipas         |
| ---------------- | -------------- | -------------- | ---------------- | --------------- |
| 1.ª Eliminatória | FC Barcelona   | Reus Deportiu  | FC Porto         | SL Benfica      |
| 1.ª Eliminatória | UD Oliveirense | Hockey Bassano | Hockey Prato     | La Vendéenne    |
| 1.ª Eliminatória | HC Quévert     | SC Thunerstern | RSC Uttigen      | RHC Dornbirn    |
|                  |                |                |                  |                 |
| Pré-eliminatória | CE Noia        | CP Vic         | Follonica Hockey | SA Mérignac     |
| Pré-eliminatória | RSC Cronenberg | ERG Iserlohn   | RHC Wimmis       | Bury St Edmunds |

## Pré-Eliminatória
| Visitado       | Resultado | Visitante       | 1ª Mão | 2ª Mão |
| RSC Cronenberg | 5-11      | Follonica       | 2-7    | 3-4    |
| ERG Iserlohn   | 9-3       | Bury St Edmunds | 5-2    | 4-1    |
| RHC Wimmis     | 2-4       | CE Noia         | 0-3    | 2-1    |
| AS Merignac    | 6-12      | Pati Vic        | 2-5    | 4-7    |

## 1ª Eliminatória
| Visitado       | Resultado | Visitante      | 1ª Mão | 2ª Mão |
| FC Barcelona   | 4-5       | Follonica      | 3-1    | 1-4    |
| RHC Dornbirn   | 7-17      | SC Thunerstern | 7-7    | 0-10   |
| HC Quevert     | 5-9       | Hockey Prato   | 1-3    | 4-6    |
| UD Oliveirense | 2-7       | Bassano        | 1-4    | 1-3    |
| La Vendeenne   | 1-10      | FC Porto       | 1-5    | 0-5    |
| CE Noia        | 10-3      | RSC Uttigen    | 6-3    | 4-0    |
| Reus Deportiu  | 15-3      | 'ERG Iserlohn  | 10-3   | 5-0    |
| SL Benfica     | 4-6       | Pati Vic       | 2-2    | 2-4    |

## Fase de Grupos

### Grupo A
| Equipe         | Pts | J | V | E | D | GM | GS | DG  |
| -------------- | --- | - | - | - | - | -- | -- | --- |
| Follonica      | 16  | 6 | 5 | 1 | 0 | 34 | 17 | 17  |
| FC Porto       | 11  | 6 | 3 | 2 | 1 | 32 | 16 | 16  |
| Bassano        | 7   | 6 | 2 | 1 | 3 | 28 | 18 | 10  |
| SC Thunerstern | 0   | 6 | 0 | 0 | 6 | 11 | 54 | -43 |

|                | FOL | FCP | BAS | THU  |
| -------------- | --- | --- | --- | ---- |
| Follonica      | –   | 3-2 | 5-2 | 12-3 |
| FC Porto       | 4-4 | –   | 3-2 | 11-0 |
| Bassano        | 2-3 | 5-5 | –   | 10-2 |
| SC Thunerstern | 4-7 | 2-7 | 0-7 | –    |

### Grupo B
| Equipe        | Pts | J | V | E | D | GM | GS | DG  |
| ------------- | --- | - | - | - | - | -- | -- | --- |
| CE Noia       | 13  | 6 | 4 | 1 | 1 | 16 | 8  | 8   |
| Reus Deportiu | 10  | 6 | 3 | 1 | 2 | 13 | 11 | 2   |
| Pati Vic      | 8   | 6 | 2 | 2 | 2 | 10 | 10 | 0   |
| Hockey Prato  | 3   | 6 | 1 | 0 | 5 | 7  | 17 | -10 |

|               | NOI | REU | VIC | PRA |
| ------------- | --- | --- | --- | --- |
| CE Noia       | –   | 5-1 | 1-1 | 5-1 |
| Réus Deportiu | 2-0 | –   | 2-3 | 4-0 |
| Pati Vic      | 1-2 | 2-2 | –   | 2-1 |
| Hockey Prato  | 2-3 | 1-2 | 2-1 | –   |

## Final Four
A Final Four decorreu em Torres Novas, Portugal de 5 a 7 de Maio de 2006, num formato de todos contra todos.

### Jogos
| 1ª Jornada - 5-Maio | 1ª Jornada - 5-Maio | 1ª Jornada - 5-Maio |
| ------------------- | ------------------- | ------------------- |
| FC Porto            | 4-9                 | Follonica           |
| Réus Deportiu       | 3-0                 | CE Noia             |

| 2ª Jornada - 6-Maio | 2ª Jornada - 6-Maio | 2ª Jornada - 6-Maio |
| ------------------- | ------------------- | ------------------- |
| Follonica           | 3-2                 | Réus Deportiu       |
| CE Noia             | 1-4                 | FC Porto            |

| 3ª Jornada - 7-Maio | 3ª Jornada - 7-Maio | 3ª Jornada - 7-Maio |
| ------------------- | ------------------- | ------------------- |
| FC Porto            | 4-3                 | Réus Deportiu       |
| Follonica           | 4-3                 | CE Noia             |